# Sidons
Els sidons (en llatí sidones, en grec antic Σίδωνες) eren un poble de la part oriental de Germània a la regió del naixement del Vístula, esmentat per Ptolemeu. Estrabó parla dels Σίδονες i diu que eren una branca dels bastarnes.